# دهه ۴۳۰ (پیش از میلاد)

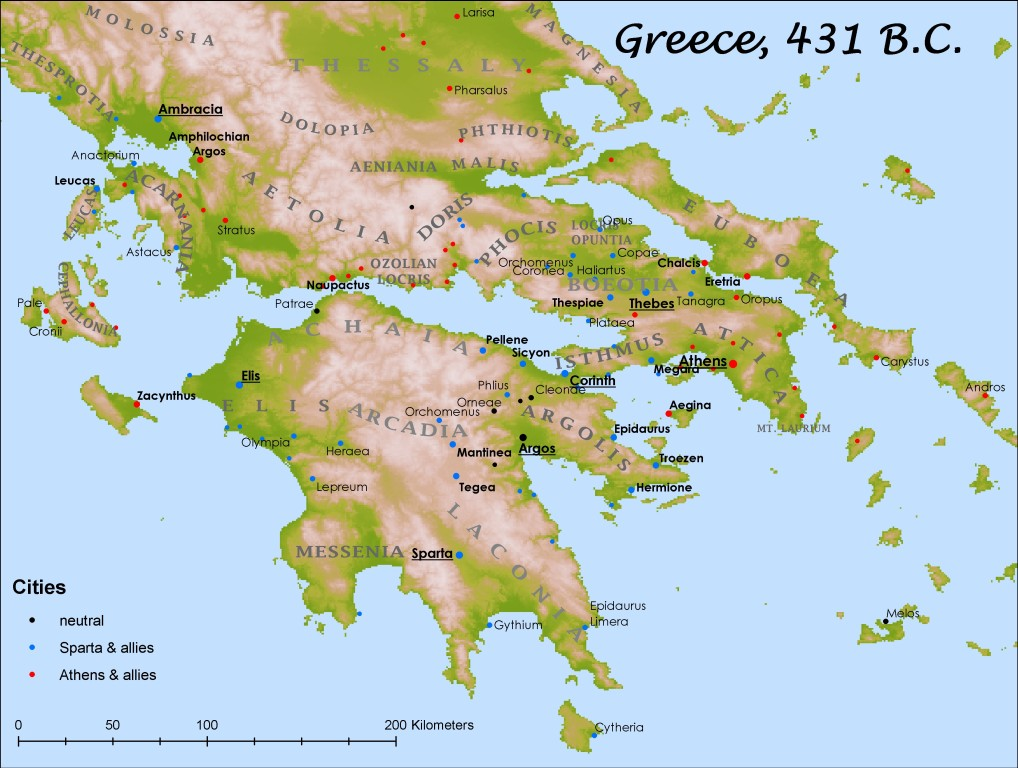
آغاز جنگ پلوپونز

دهه ۴۳۰ (پیش از میلاد) ۴۳مین دهه قبل از مبدا شروع تقویم میلادی است.